# Floyon
Floyon és un municipi francès, situat a la regió dels Alts de França, al departament del Nord. L'any 2006 tenia 498 habitants. Es troba a 110 km de Lilla, Brussel·les o Reims, a 55 km de Valenciennes, Laon, Mons (B) o Charleroi (B), a 28 km de Maubeuge, a 10 km de Fourmies, a 7 km d'Avesnes-sur-Helpe i a 4 km d'Étrœungt.

## Demografia
| 1962                                       | 1968 | 1975 | 1982 | 1990 | 1999 |
| ------------------------------------------ | ---- | ---- | ---- | ---- | ---- |
| 682                                        | 742  | 618  | 554  | 513  | 515  |
| Des de 1962: població sense dobles comptes |      |      |      |      |      |

## Administració
| Període   | Identitat      | Partit |
| --------- | -------------- | ------ |
| 2001-2008 | Maryse Jaggli  |        |
| 2008-     | Bernard Durnez |        |